# 中華基督教會基真小學
中華基督教會基真小學（英語：CCC Kei Chun Primary School），為香港葵青區一所津貼小學，於1959年創立，1961年由中華基督教會香港區會接辦，並於2002年起遷入現址。

## 校政管理

### 歷任校監
- 張陳舜英 女士（原訂創校校監，不獲任命）[3]
- 李序東 先生（1959年-1960年，創校校監，其後此校暫停辦學）[3]
- 周馬佩堅 女士[4]
- 石玉如 女士

### 歷任校長[5]
上午校
- 楊寶正先生（1961年-1962年，接辦後首任校長）
- 梁恩澤先生（1964年-1968年）（原全完第一小學校長）
- 戴文品先生（1968年-1971年，由此任起上、下午校均由同一校長領導；2002年逝世）
- 潘柏年先生（1971年-1977年，下同）
- 陳和安先生（1977年-1985年）（原元朗真光小學校長）
- 陸君傑先生（1985年-1989年）（原全完第三小學下午校校長；2009年逝世）
- 張月茜女士（1989年-1993年）（原基秀小學校長）
- 關潔文女士（1993年-1997年）
- 黃桂齡女士（1997年-2002年，全日制後繼續出任校長）[4]

下午校
- 陳樹國先生（1959年-1960年，創校校長，其後此校暫停辦學）[3]
- 戴文品先生（1961年-1971年，1968年起上、下午校均由同一校長領導）
- 潘柏年先生
- 陳和安先生
- 陸君傑先生
- 張月茜女士
- 關潔文女士
- 黃桂齡女士

全日
- 黃桂齡女士（2002年-2008年，首任全日制校長）
- 梁勝棋先生（2008年-2013年）（原為基覺小學、何福堂小學校長）
- 黃靜雯女士（2013年-2017年）（原為基覺小學末任校長）[6]
- 洪之龍先生（2017年-2020年）[7]（原為基正小學末任校長）
- 彭潔嫻女士（2020年起，現任校長）

### 歷任副校長
- 高婉華 女士[6]
- 石玲 女士[6]
- 吳金曉 先生[7]
- 趙曼娜 女士

## 歷史
此校早於1954年由世界基督領導會香港分會籌辦，但直至1956年才開始興建校舍工作。1959年，隨著舊校舍建成，此校亦正式開辦，名為「基領學校」，分為上午校、下午校及夜校。
至1960年6月，因該會放棄辦學，政府遂將校舍收回，並邀請其他教會接辦。一年後，中華基督教會香港區會決定注資64萬港元接辦，因此基領正式改名為「基真學校」，並於同年9月恢復運作，仍為半日制，但沒有復辦夜校。
由於原有校舍空間極為狹小，加上政府鼓勵有條件的小學改為全日制。因此，此校於2000年6月，獲分配一所位於華荔邨的校舍遷置，同時合併上、下午校，隨後於2002年暑假遷入，並更名為「基真小學」。

## 校舍

### 順寧道舊校舍
舊校舍位於深水埗順寧道372號，鄰近蘇屋邨，初年設有14間課室，後減至12間。
隨著此校於2002年遷入華荔邨，原有的校舍隨即交還政府，並於翌年拆卸重建。原址於2006年完成重建，成為毗鄰的五邑工商總會學校新翼。

### 現存校舍
現有的校舍位於華荔邨，為一座後期型小學千禧校舍，佔地6,200平方米，設有30間課室及各種特別室。校舍由合和建築承建，於2001年1月動工，2002年7月竣工。
值得一提的是，此校是唯一一座建於屋邨的後期型千禧校舍，但工程仍由建築署直接監理。

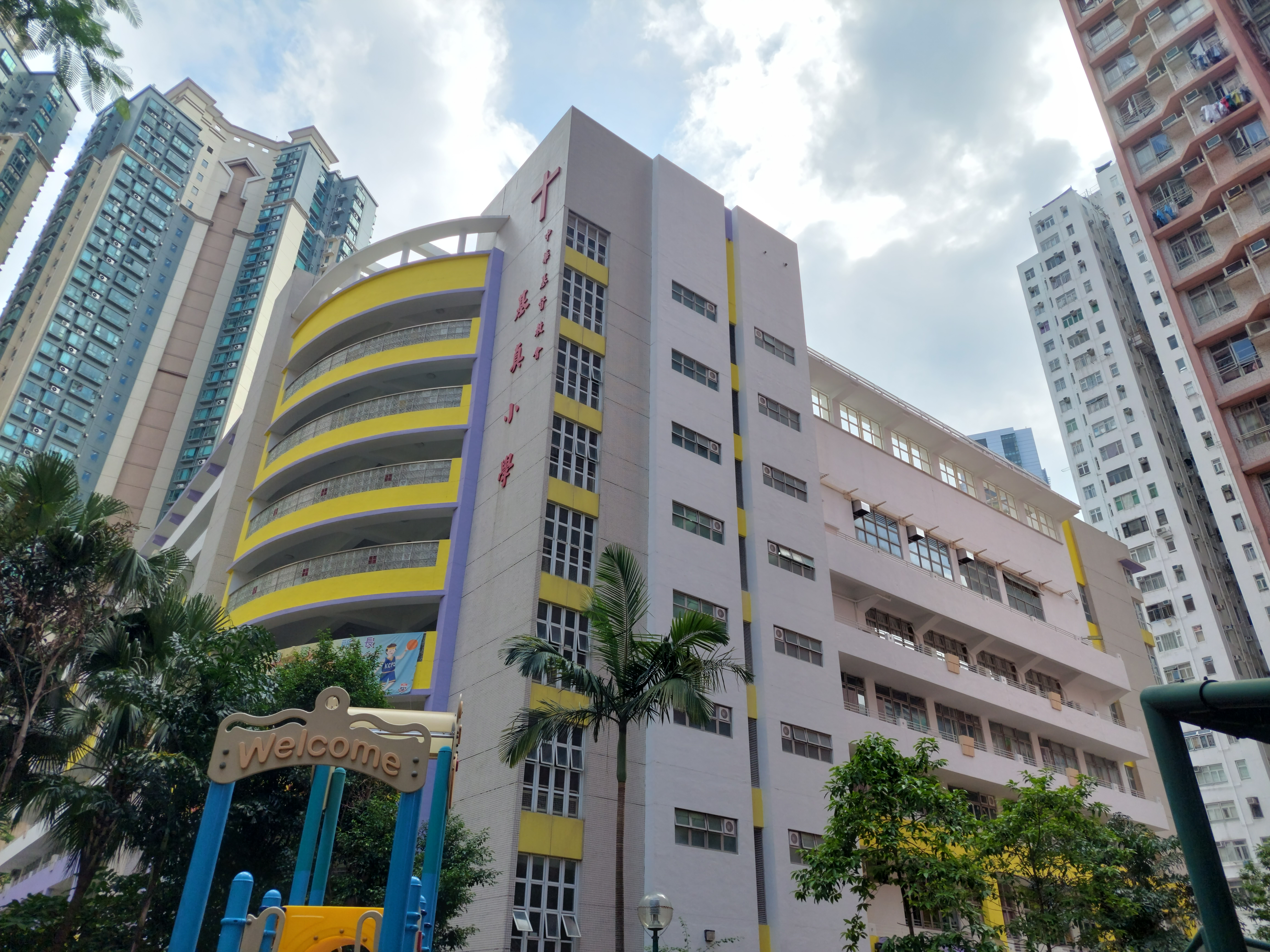
現存校舍東北面
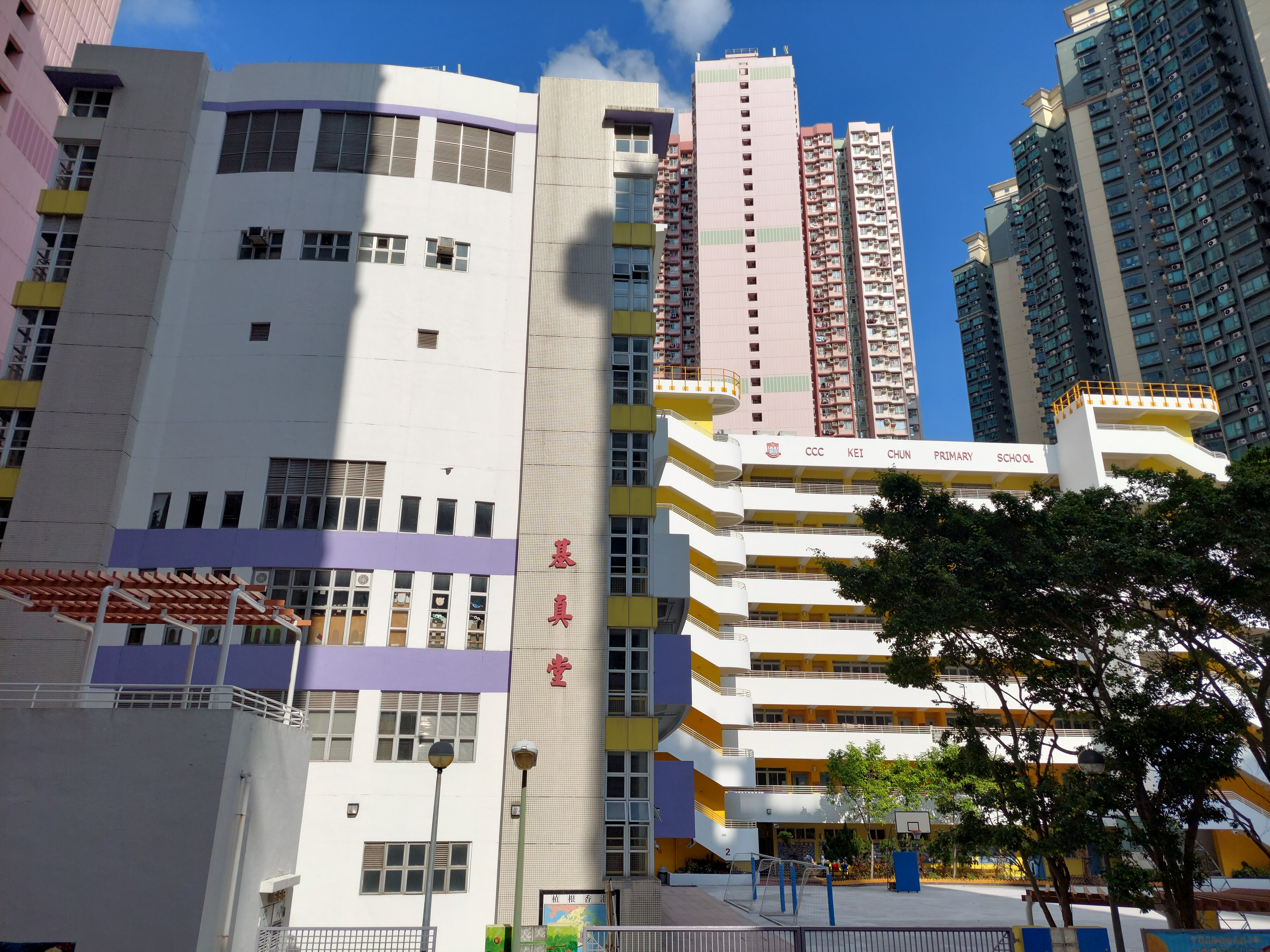
現存校舍後方
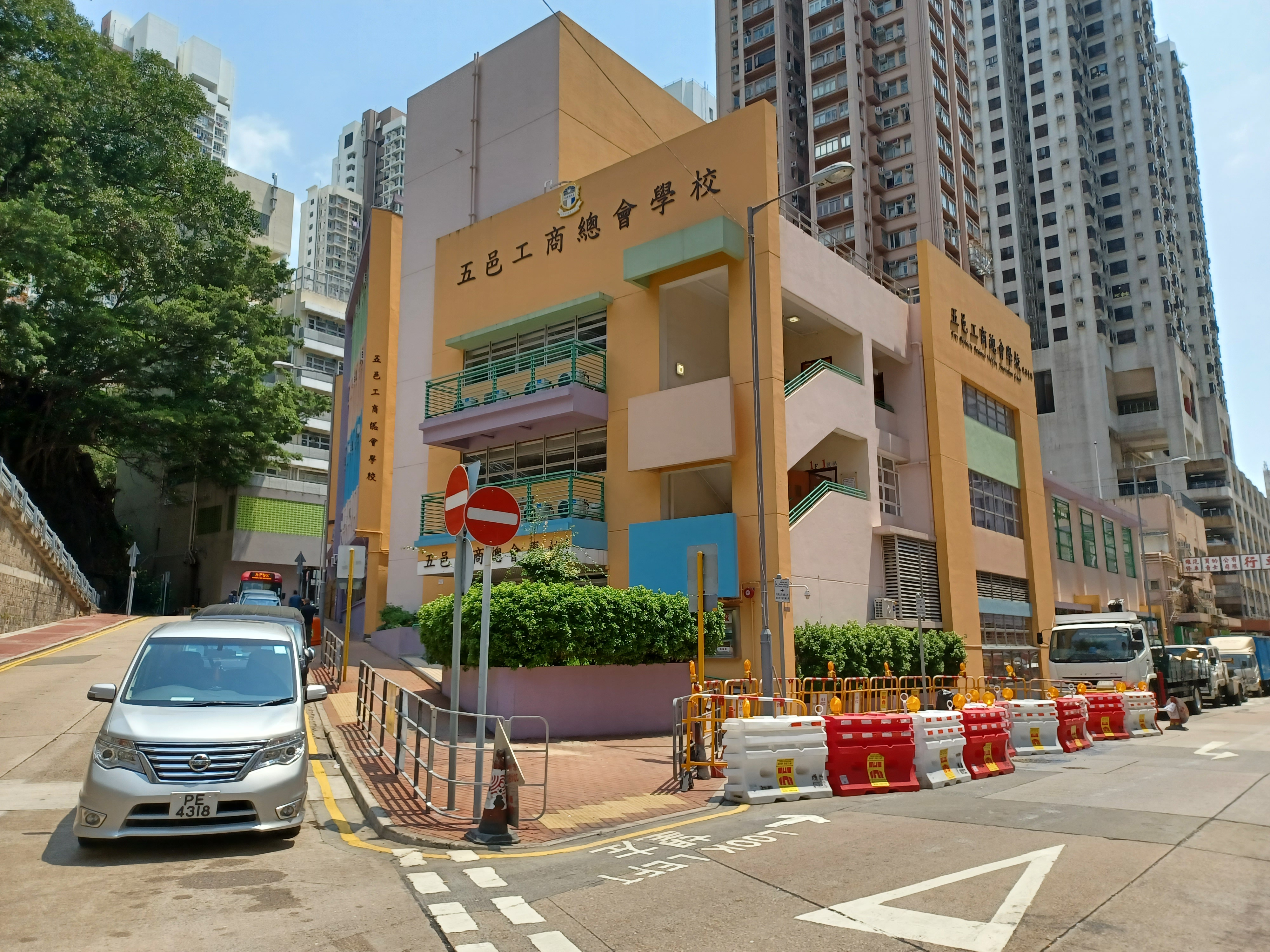
重建後的舊校舍，現為五邑工商總會學校新翼（2022年）

## 事件
- 2013年12月，此校小五學生羅芍淇被發現疑於校舍高處墮下死亡，疑似自殺，死因庭最終裁定「死因存疑」。

## 註解
1. ↑  以「基領學校有限公司」法人名義辦學。
2. ↑  2021/22學年數字[1]
3. ↑  2021/22年度數字[2]

## 外部連結
- 中華基督教會基真小學官方網頁 （页面存档备份，存于）